# Assinhan
Assinhan (en francès Assignan) és un municipi occità del Llenguadoc, situat al departament de l'Erau i a la regió d'Occitània.